# Gino Macconi
Gino Macconi (Intra, 5 gennaio 1928 – Sorengo, 10 gennaio 1999) è stato un pittore italiano naturalizzato svizzero.

## Biografia
Gino Macconi nacque nel 1928 a Intra, allora un comune autonomo inserito nell'omonimo mandamento del circondario di Pallanza, nella provincia di Novara. Nel 1930, la famiglia di Macconi si trasferì a Mendrisio, in Canton Ticino, dove frequentò le scuole dell'obbligo. Nel 1942, in piena Seconda guerra mondiale, entrò nell'Accademia di belle arti di Brera di Milano e completò poi gli studi all'Accademia Carrara di Bergamo, dove fu allievo di Achille Funi. Partecipò alle attività culturali del Ticino e del Mendrisiotto, luoghi con cui avrà un legame profondo, frequentando pittori come Guido Gonzato, Giuseppe Bolzani e Sergio Emery, lo scultore Pierino Selmoni, il fotografo Gino Pedroli e alcuni artisti di Basilea venuti da oltre il San Gottardo.
Intraprese quindi la propria carriera artistica e di gallerista nella Svizzera italiana, partendo dalla Galleria Nord Sud di Lugano, diretta dal 1962 al 1965, e la galleria Mosaico di Chiasso inaugurata nel 1966 che per oltre trent'anni sarà un punto di riferimento per gli artisti ticinesi e lombardi.
Il suo linguaggio stilistico era affine al naturalismo lombardo con una venatura espressionista e con qualche ispirazione all'arte informale. Spaziava dal disegno al mosaico, dalla grafica alle arti applicate. Divenne maestro di pittura nella scuola da lui creata, prima a Mendrisio e poi a Ligornetto. Fu anche autore di programmi televisivi e radiofonici, con una vena documentaristica, per la Radiotelevisione della Svizzera italiana. Fu membro della commissione d'arte del Museo d'arte di Mendrisio.
Nel 1981 costituì il Museo della civiltà contadina di Stabio, da buon raccoglitore di testimonianze e fotografie del Mendrisiotto come Pedroli, col quale era legato da una profonda amicizia. Entrambi avevano assistito al rapido mutamento dei costumi e della società del Ticino tra gli anni cinquanta e gli anni settanta.
Morì il 10 gennaio 1999 a Sorengo, un sobborgo collinare di Lugano, all'età di 71 anni. Sua moglie Gianna creò col suo lascito la "Fondazione Gianna e Gino Macconi", con sede a Mendrisio.

## Pubblicazioni
- Il mio mendrisiotto. Fotografie di Gino Pedroli, a cura di Gino Macconi, Società di Banca Svizzera, Chiasso, 1968
- Cartoline dal distretto, Società di Banca Svizzera, Chiasso, 1983
- Un mondo in bianco e nero, 1998